# Gasrique Dimacísio
Gasrique Dimacísio (em armênio: Գազրիկ; romaniz.: Gazrik) foi um nobre armênio (nacarar) do século V, membro da família Dimacísio, ativo durante o reinado do xainxá Vararanes V (r. 420–438).

## Nome
O nome armênio Gasrique (Գազրիկ, Gazrik) tem origem incerta. Hračʻya Ačaṙyan propôs que, caso tenha origem iraniana, é uma construção armênia. Hrach Martirosyan afirmou que o sufixo -ik (-իկ) associa-se ao iraniano *-ika-, que era utilizado para construção de adjetivos e substantivos, bem como formava nomes de países. No armênio, em particular, esse sufixo era comumente empregado para formar diminutivos.

## Contexto

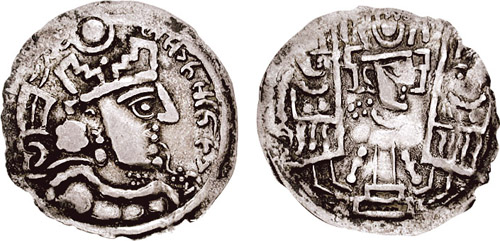
Dracma de r.

Em 428, os nacarares da Armênia peticionaram ao xainxá Vararanes V (r. 420–438) para que destronasse o rei Artaxias IV (r. 422–428) e abolisse a dinastia arsácida. Para governar o país, Vemir-Sapor foi nomeado como marzobã e e Vaanes II foi designado à tenência real. Vemir-Sapor morreu em 442, após uma administração considerada justa e liberal, na qual conseguiu manter a ordem sem ferir o sentimento nacional de frente. Vasaces I substituiu-o como marzobã. Vararanes permitiu a manutenção do cristianismo, enquanto procurava acabar com a influência do Império Bizantino sobre a Igreja da Armênia ao anexá-la à Igreja do Oriente. Contudo, seu filho e sucessor, Isdigerdes II (r. 438–457), era um pietista masdeísta e se comprometeu a impor o masdeísmo na Armênia.

## Vida

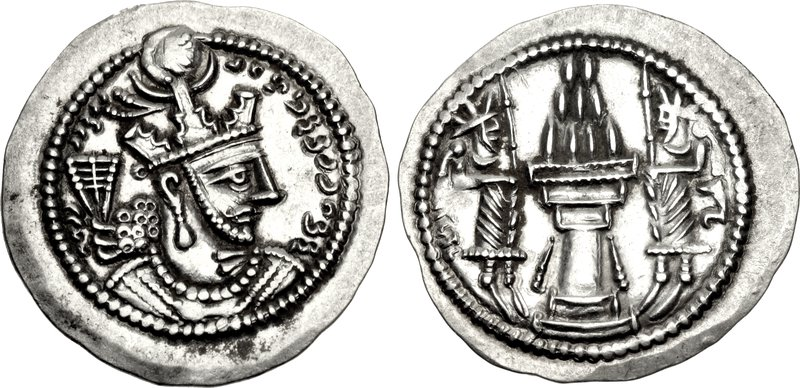
Dracma de r.

A parentela de Gasrique é desconhecida, exceto que pertencia à família Dimacísio. Em 450, quando Vardanes II liderou uma grande revolta contra a autoridade de Isdigerdes II, esteve entre os nobres que apoiaram a causa rebelde. Na Batalha de Calcal de 450, estava na primeira divisão do exército, situada à direita, sob comando de Arsabero II e Muxe. Quando sua ala começou a lutar contra os invasores iranianos, Gasrique foi ferido.